# Súčanka (přírodní památka)
Súčanka je přírodní památka v katastrálních územích obcí Dolná Súča, Hrabovka a Skalka nad Váhom v okrese Trenčín v Trenčínském kraji na Slovensku. Území bylo vyhlášeno v roce 1983 a jeho rozloha je 6,77 hektaru. Předmětem ochrany je zachovalý úsek podhorského potoka a jeho břehových porostů.